# Nacht vor Augen
Nacht vor Augen ist ein deutscher Spielfilm aus dem Jahr 2008. Er behandelt die fiktive Geschichte eines jungen Bundeswehrsoldaten, der traumatisiert aus einem Afghanistan-Einsatz in sein Heimatdorf zurückkehrt und sich im Zivilleben nicht mehr zurechtfindet. Der Film entstand im Rahmen der SWR-Reihe Debüt im Dritten (Fernseh-Erstausstrahlung am 19. Oktober 2009) und war für die Regisseurin Brigitte Bertele und die Drehbuchautorin Johanna Stuttmann zugleich Abschlussfilm des Studiums an der Filmakademie Baden-Württemberg. Uraufführung war am 9. Februar 2008 im Rahmen des Internationalen Forums des Jungen Films der Berlinale, seitdem wurde der Film auf zahlreichen Festivals in verschiedenen Ländern gezeigt. Die Kritiker zeigten sich überwiegend beeindruckt. Die Regisseurin, die Drehbuchautorin und der Hauptdarsteller Hanno Koffler wurden mit mehreren Preisen ausgezeichnet, unter anderem erhielt Nacht vor Augen den First Steps Award und den Preis der deutschen Filmkritik 2008 als bestes Spielfilmdebüt.

## Handlung
Der 25-jährige Zeitsoldat David Kleinschmidt kehrt nach einem Auslandseinsatz in Afghanistan ins Zivilleben zurück. Einen bestimmten Vorfall aus seiner Dienstzeit möchte er nicht untersucht sehen und weigert sich, ein von der Bundeswehr angebotenes Rückkehrerseminar oder eine Psychologin zu besuchen. In seinem Heimatort im Nordschwarzwald erwartet ihn seine Freundin Kirsten in einer neueingerichteten, gemeinsamen Wohnung und freut sich auf das Beisammensein. Doch David hat sich verändert. Er ist verschlossen und abweisend, er erträgt keine Intimität, reagiert immer wieder schreckhaft und mit Wutausbrüchen. Nachts wäscht er heimlich seine Bett- und Unterwäsche, denn er ist zum Bettnässer geworden.
Seine frühere Arbeit als Rettungssanitäter nimmt David wieder auf. Sein Freund Felix ist nun sein Chef. Von seinem Vorgesetzten bei der Bundeswehr erfährt David bald, wie der ominöse Vorfall behandelt werden soll: David bekommt eine Einsatzmedaille, da er in Notwehr einen Attentäter erschossen habe. Er soll jedoch Stillschweigen darüber bewahren. Durch eine Indiskretion wird David in der örtlichen Zeitung zum Helden hochstilisiert. Bei einer Willkommensparty mit Freunden und Familie zeigt er Fotos aus Afghanistan. Auf seine Bilder von verstümmelten Menschen und Leichen reagieren die Besucher verstört und überfordert. David gerät zunehmend in Isolation. Auch den Hausbesuch der Bundeswehr-Psychologin wimmelt er ab.
Am meisten Zeit verbringt David nun mit seinem achtjährigen, schüchternen Halbbruder Benni. Da dieser von seinen Mitschülern gehänselt und gequält wird, möchte David ihm Stärke und Härte beibringen. Die Spiele und Mutproben werden immer gewalttätiger, David ist vor allem auch gegen sich selbst aggressiv. Bald fällt Benni seinerseits durch Bettnässen auf.
Die Heldenlegende um ihn kann David nicht mehr lange aufrechterhalten. Er erzählt der immer mehr an ihm verzweifelnden Kirsten und seinen engsten Freunden, dass er in Afghanistan ohne Not einen kleinen Jungen erschossen hat, was ihn nun verfolgt. Seine Freunde sind erneut mit der Drastik überfordert.
Um Kirsten, die David durch seine Wutausbrüche abschreckt, kümmert sich bald Felix. Ein Spielkamerad Bennis wird schwer verletzt, als der ihn während einer Mutprobe im Wald bewusst falsch leitet. David, der Benni bereits dazu gebracht hatte, sein verletztes, geliebtes Kaninchen zu erschlagen, nimmt eine Pistole und geht mit Benni in den Wald, wo er den Jungen auffordert, ihn als Mutprobe zu erschießen. Benni hält der Situation nicht Stand und flüchtet.
Als David, der inzwischen auch seine Arbeit verloren hat, als Zuschauer eines Fußballspiels durch aggressives Herumschreien auffällt, ruft Kirsten die Polizei zu Hilfe, die ihn überwältigt. Unter diesem Druck zeigt er sich schließlich bereit, freiwillig zur Therapie in eine Klinik zu gehen. Nach langer Zeit kehrt er als erneut veränderter Mensch und noch in medikamentöser Behandlung zurück zu Kirsten, Benni und seiner Familie, die ihrerseits gereift sind.

## Hintergrund

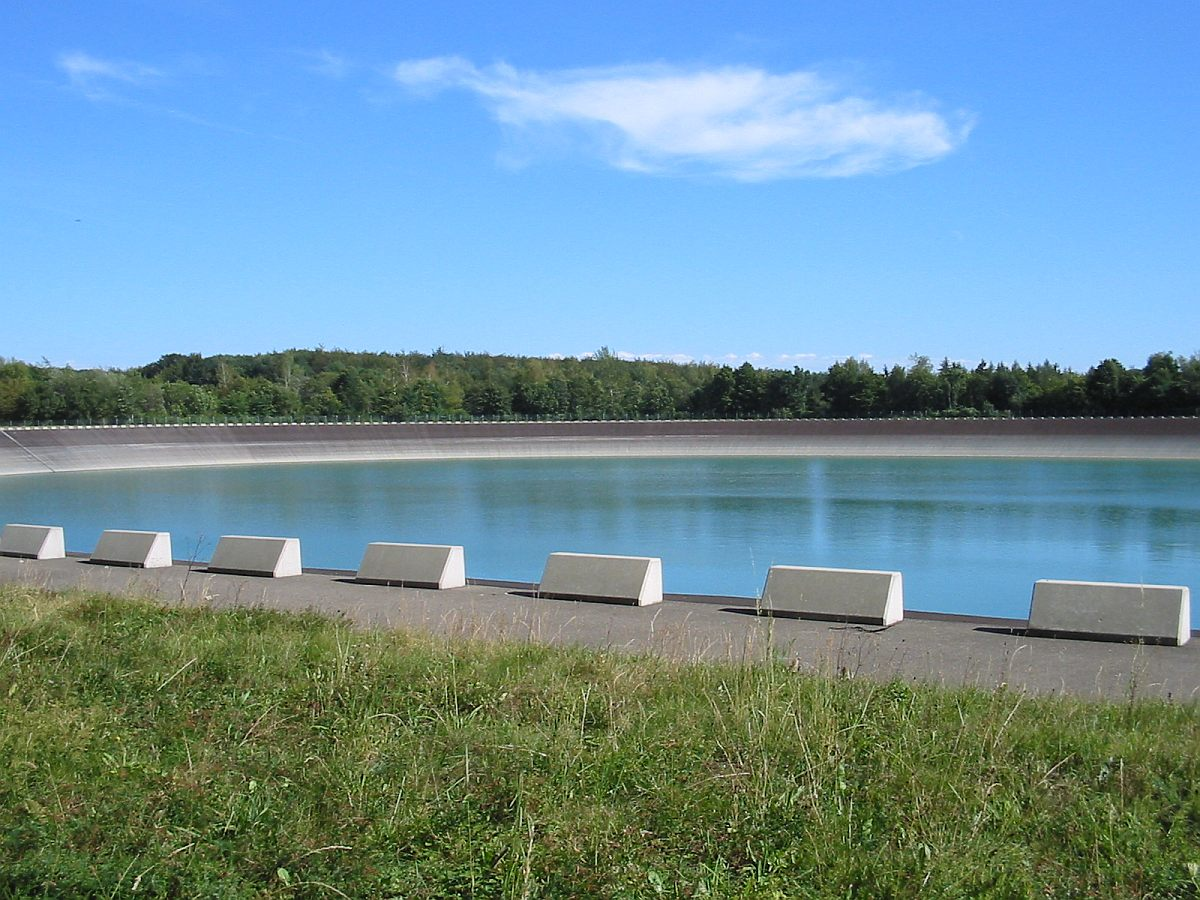
Am oberen Becken des Pumpspeicherwerks Glems bei Reutlingen wurde eine Badeszene gedreht

Ausgangspunkt für die Entstehung des Drehbuchs war im Jahr 2000 die Beobachtung der Autorin, dass ein Bekannter, der als Soldat im Kosovo gedient hatte, körperlich und psychisch völlig verändert zurückgekommen war. Johanna Stuttmanns Recherchen begannen 2005 und hatten eine möglichst realistische und authentische Darstellung zum Ziel. Sie umfassten Interviews mit Soldaten, die in Afghanistan waren, mit deren Angehörigen und mit auf Posttraumatische Belastungsstörung spezialisierten Psychologen.
Nacht vor Augen ist eine Koproduktion von Didi Danquarts Karlsruher Firma Noirfilm mit dem Südwestrundfunk. Die MFG Filmförderung Baden-Württemberg unterstützte das Projekt im Rahmen des Fifty-Fifty-Programms, bei dem MFG und der produzierende Sender paritätisch die Kosten übernehmen, mit dem zulässigen Höchstbetrag von 400.000 Euro als Produktionsförderung. Die Dreharbeiten fanden im August und September 2007 in Bad Liebenzell und Umgebung statt, unter anderem bei Maisenbach-Zainen und im Monbachtal. Die Kasernen-Aufnahmen entstanden im Landratsamt Calw. Drehorte wie ein betonierter Speichersee als Badestelle, ein düsterer Wald oder an einem vergitterten Tunneleingang endende Gleise unterstützen die beklemmende Stimmung des Films. Aufgrund des geringen Budgets mussten geplante Szenen entfallen, die Davids Therapie ausführlicher darstellen sollten, die im Film nur durch eine Medikamenteneinnahme angedeutet wird.
Parallel zu Nacht vor Augen entwickelte der Koproduzent SWR mit einer anderen Redaktion einen weiteren Film, der das gleiche Thema mit einem ähnlichen Drehbuch behandelt. Der Film Willkommen zuhause mit Ken Duken als aus Afghanistan zurückgekehrtem Soldat wurde am 2. Februar 2009 im Abendprogramm der ARD ausgestrahlt.
International wird Nacht vor Augen unter dem Titel A Hero’s Welcome vertrieben.

## Kritiken
Für ZDF Aspekte gehört Nacht vor Augen zu den Filmen, die „still daher kommen, aber den Zuschauer unmittelbar treffen und über das Festival hinaus beschäftigen. […] Ein beeindruckender Film, der mit schockierender Deutlichkeit zeigt, dass der Krieg in den Köpfen von Soldaten noch lange weitergeht.“
Carolin Ströbele schreibt in der Zeit vom 14. Februar 2008, die Autorin Johanna Stuttmann habe ein „sehr kluges Drehbuch verfasst“, das Brigitte Bertele „eben so umsichtig verfilmt“ habe. Und weiter: „Mit ihrem Hauptdarsteller hat die Regisseurin ebenfalls eine gute Wahl getroffen: Hanno Koffler, bisher vor allem aus deutschen Coming-Of-Age-Filmen bekannt, ist mit dieser Rolle des David zum Charakterdarsteller im deutschen Film gereift. Er verkörpert den Heimkehrer als einen Mann, der seine seelische Pein nur durch körperlichen Schmerz kompensieren kann.“
Eberhard von Elterlein nennt den Film in der Welt vom 12. Februar 2008 ein „Starkes Rückkehrer-Drama“: „Natürlich hat [Brigitte] Bertele vor ihrem Debütfilm die ganzen Vietnam-Heimkehrerfilme wie „The Deer Hunter“ und „Coming home“ gesehen – und tatsächlich so etwas wie ein deutsches Pendant geschaffen: Sie zeigt glaubwürdig, wie sich die große Politik in die kleinen Köpfe hineinfrisst, David als ein Zombie aus einem Krieg zurückkehrt, den niemand versteht.“
Christiane Peitz schreibt im Berlinale-Special des Tagesspiegels vom 11. Februar 2008: „Ein traumatisierter Kriegsheimkehrer mit naiven Eltern, argloser Freundin, wohlmeinenden Kumpels: brisanter Stoff für ein deutsches Gegenwartsdrama, auch wenn manches in „Nacht vor Augen“ konstruiert wirkt und steif. Beachtlich ist das von zwei Frauen […] ersonnene Debüt dennoch, wegen der sinnfälligen Ambivalenz so genannter Friedenseinsätze und der aufmerksamen Beobachtung eines Mannes in der Krise: der Macho als Bettnässer, Gewaltakte gegen die Angst, Autoaggression statt Therapie.“
Hans-Jörg Rother in der FAZ vom 11. Februar 2008 über „Brigitte Maria Berteles verstörendes Debüt“: „Hanno Koffler als aggressiv geladener, von seinen Albträumen umgetriebener Bettnässer, der die Psychologin kurzerhand hinauswirft, gelingen immer wieder Momente, die Mitleid für den aus der Bahn Geworfenen wecken.“
Für DW-TV Kino – Das Deutsche Filmmagazin vom 24. Oktober 2008 ist der Film „Psychologisch eindrucksvoll und überzeugend gespielt“.
Tilmann P. Gangloff vergleicht Nacht vor Augen mit Willkommen zuhause, dem SWR-Fernsehfilm zum gleichen Thema: „Hanno Koffler legt die Darstellung des traumatisierten Soldaten völlig anders an als Ken Duken seine ganz ähnliche Rolle in "Willkommen zuhause", verkörpert die psychischen Schäden aber nicht minder eindringlich. Auch Bertele und Stuttmann enthüllen in ihrem mit überschaubarem optischen Aufwand und entsprechend langen Einstellungen inszenierten Film erst nach und nach, was wirklich in Afghanistan passiert ist. Die Spiegelung des Traumas in dem kleinen Jungen hingegen ist ein dramaturgisch höchst bedeutsamer Unterschied; und die Erkenntnis, dass die Auszeichnung für David, der in der Lokalpresse als Held gefeiert wird, der pure Hohn ist, eine bittere Auflösung.“
Das Lexikon des internationalen Films urteilt: „Ein emotional aufgeladenes Drama, das nach einem holprigen Anfang zunehmend an Glaubwürdigkeit gewinnt. Der überzeugende Darsteller vermittelt dabei intensiv die seelischen Nöte seiner Figur.“

## Auszeichnungen

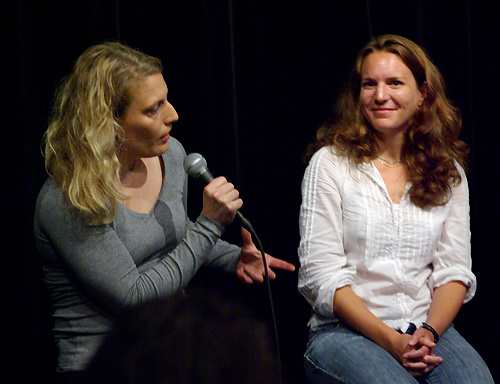
Brigitte Bertele (links) und Johanna Stuttmann bei einer Podiumsdiskussion zum Film

- 2007: Baden-Württembergischer Drehbuchpreis für Johanna Stuttmann
- 2008: First Steps Award an die Regisseurin Brigitte Maria Bertele und die Autorin Johanna Stuttmann[16]
- 2008: Nachwuchsförderpreis der DEFA-Stiftung beim Filmkunstfest Mecklenburg-Vorpommern
- 2008: NDR Filmpreis für den Nachwuchs beim Internationalen Filmfest Emden-Norderney[16]
- 2008: 3. Platz des Bernhard-Wicki-Filmpreises beim Internationalen Filmfest Emden-Norderney[16]
- 2008: Bester männlicher Darsteller für Hanno Koffler beim Filmfestival Durban, Südafrika
- 2009: Hanno Koffler (Beste darstellerische Leistung – männliche Hauptrolle) gelangte in die Vorauswahl zum Deutschen Filmpreis[17]
- 2009: Johanna Stuttmann wurde für den Deutschen Filmpreis in der Kategorie Bestes Drehbuch nominiert
- 2009: Preis der deutschen Filmkritik 2008 als bestes Spielfilmdebüt
- 2009: Studio Hamburg Nachwuchspreis in der Kategorie Bestes Drehbuch für Johanna Stuttmann
- 2009: Franz-Hofer-Preis des Filmhauses Saarbrücken an Hanno Koffler
- 2010: Nominierung für den Adolf-Grimme-Preis in der Kategorie Fiktion

## Darstellung der Bundeswehr

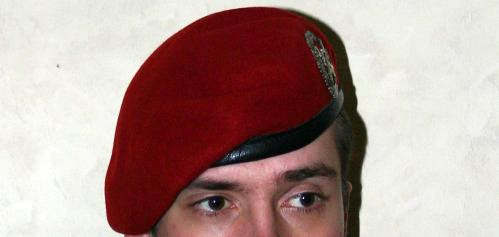
Bei der Bundeswehr übliche Tragweise des Baretts

Trotz des bekundeten Bemühens um Authentizität werden in Nacht vor Augen die Vorgänge bei der Bundeswehr im Detail nur begrenzt realistisch dargestellt. David erhält im Film die Einsatzmedaille in Silber für die angebliche Verhinderung eines Attentats. Diese Medaille vergibt die Bundeswehr tatsächlich jedoch alleine aufgrund der Zahl im Auslandseinsatz abgeleisteter Einsatztage. Hauptfeldwebel Kleiber trägt in seinem Büro ein Barett, was gegen die Dienstvorschriften der Bundeswehr verstößt: In geschlossenen Räumen ist die Kopfbedeckung abzunehmen. Die gezeigte horizontale Tragweise entspricht nicht dem Bundeswehr-Standard, der ein nach rechts herabhängendes Barett vorsieht.
FAZ-Redakteur Stephan Löwenstein, ein Experte für Verteidigungspolitik, beurteilt in seinem Blog Zur Sicherheit vom 25. Juni 2009 Nacht vor Augen aufgrund teils grotesker Überzeichnungen und „Drehbuchschwächen“ gar als „in der Darstellung der Bundeswehr geradezu diffamierend“.
Die Präsentation des Films auf der Berlinale 2008 regte einen Mitarbeiter des Katholischen Militärbischofsamtes der Bundeswehr dazu an, die Internetplattform Angriff auf die Seele zu initiieren, die von Posttraumatischen Belastungsstörungen betroffenen aktiven und ehemaligen Soldaten und ihren Angehörigen helfen möchte und vom ehemaligen Wehrbeauftragten des Bundestags Reinhold Robbe unterstützt wird.